# Colpix Records
Colpix Records was een Amerikaans platenlabel van Columbia Pictures-Screen Gems, dat in 1958 werd opgericht door Jonie Taps en Harry Cohn. De naam was samengesteld uit "Col" van Columbia en "Pix" van Pictures. Componist en producer Stu Phillips was het hoofd van de A&R. Lester Still leidde later het label, nadat hij had gebroken met zijn partner Phil Spector.
Enkele artiesten die voor het label opnamen zijn:
- Lou Christie
- Shelley Fabares (haar eerste single "Johnny Angel" was een nummer 1-hit in de Billboard Hot 100 in 1962)
- Freddie Scott
- The Marcels ("Blue Moon" was in 1961 een nummer 1 in de Hot 100)
- Nina Simone
- Duane Eddy

Colpix bracht verder ook soundtrackalbums uit, onder meer van Hanna-Barbera tekenfilms. 
Het label werd opgeheven in 1966. Het werd opgevolgd door Colgem Records (van Columbia en Screen Gems).